# 南極観測船
南極観測船（なんきょくかんそくせん）とは、南極への物資補給・人員派遣や観測・実験任務に携わる船（調査船）のことである。任務の特性上、砕氷を始めとする高度な能力が求められる。

## 各国の南極観測船

### 日本

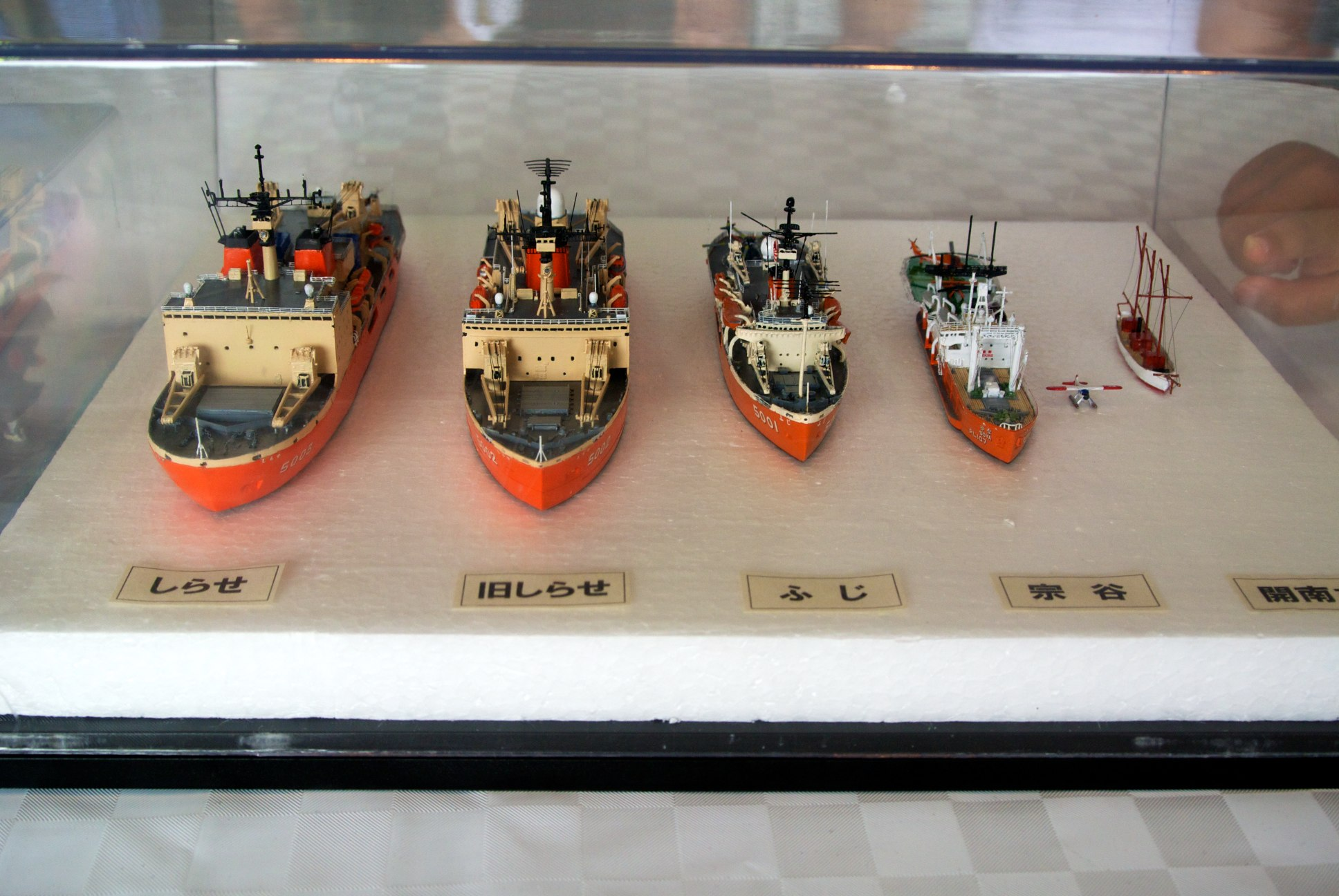
歴代南極観測船の模型

日本においては観測以前、明治時代に白瀬矗らが開南丸（木造帆船）で南極に上陸し探検・調査を行った。1957年（昭和32年）から1962年（昭和37年）までの南極観測船（第1次 - 第6次）は海上保安庁によって運用されたが、1965年（昭和40年）から海上自衛隊によって運用が行なわれている。南極地域の観測及び南極地域観測隊の日本と南極との往復に以下の艦船が用いられた（船で運ぶのは資機材だけで、観測隊員は飛行機でオーストラリアへ後から行き、シドニーまたはフリーマントルで先行していた観測船に乗り換える）。
- 初代：宗谷（1957年 - 1962年）
- 2代：ふじ（1965年 - 1983年）
- 3代：しらせ（初代）（1983年 - 2008年）
- 4代：しらせ（2代目）（2009年 - ）

このうち「宗谷」は、もともと南極観測船として造られたものではない。第二次世界大戦前にソビエト連邦の発注により造られたがソ連に引き渡されずに日本海軍に買収され特務艦として太平洋戦争に従事、戦後は紆余曲折を経て海上保安庁に編入され、当初は灯台補給船として活躍していたものである。
2008年度の往復ではしらせ（初代）の退役に伴う新造船しらせ（2代目）の就役が遅れていたため、オーストラリアの民間砕氷船オーロラ・オーストラリスが傭船された。

### ロシア
- レーニン
- オビ

### アメリカ
アメリカ沿岸警備隊が運用しており、科学研究とマクマード基地への補給に使用される。
2018年現在、ポーラシー・ポーラスター・ヒーリーの3隻を保有しているが、 単独での砕氷と南極マクマード基地への補給が可能なのはヒーリーのみである。今後2隻の後継艦を建造し、2024年と2025年に就役させる計画である。
- バートン・アイランド（1946年 - 1978年）
- ポーラシー（英語版）（1977年 - 2010年）
- ポーラスター（1990年 - ）
- ヒーリー（1999年 - ）
- 極地保安カッター（英語版）（2024年 - (予定)）

### オーストラリア
オーストラリア南極局(AAS)が運用しており、 科学研究と南極基地への補給に使用される。
- オーロラ・オーストラリス（1990年 - 2020年）
- ヌイーナ（2021年-）

### イギリス
英国南極調査局(BAS)が運用しており、調査および物資運搬支援目的に使用される。
- アーネスト・シャクルトン （1999年 -  2019年）
- ジェームズ・クラーク・ロス （1990年 - 2021年 ）
- サー・デビッド・アッテンボロー （2021年-）

### ドイツ
アルフレート・ヴェーゲナー研究所(AWI)が運用しており、南北両極地における科学研究に従事するとともに、観測拠点へ人員と物資を輸送する。
- ポーラーシュテルン（1982年-）

### 南アフリカ
南アフリカ環境観光省が運用しており、調査及び南極と周辺諸島にある観測拠点への人員と物資を輸送する。
- アガラス（1978年 -  2012年）
- アグラスⅡ（2012年 -  ）

### アルゼンチン
アルゼンチン海軍が運用しており、アルゼンチンの南極基地へ人員・物資を輸送するとともに南極海における科学的調査を行う。
- アルミランテ・イリサール(1979年　- 2007年、2017年-)

### 中国
中国極地研究センター（PRIC）が運用しており、南北両極地における科学調査とその支援を任務とする。
- 雪竜（1993年-）
- 雪竜2（2019年-）

### 韓国
韓国極地研究所(KOPRI)が運用しており、南極基地世宗基地との物資輸送と極地の科学調査や資源探査、北極航路の開発などを行う。
- アラオン（2009年 - ）